# Fenanthren
Fenanthren (nebo také laicky fenantren) je organická sloučenina izomerní s anthracenem. Molekulu tvoří tři na sebe vázaná benzenová jádra, patří tedy mezi polyaromatické uhlovodíky (tzv. areny).

## Použití a výroba
Fenanthren se využívá v mnoha odvětvích jako je výroba barviv, výbušnin, syntéza léčiv nebo biochemie. Nachází se jako složka černouhelného dehtu. Získává se pak jako olejovitá frakce při jeho primární destilaci. Poté, co olejovitá složka vykrystalizuje, se z ní fenanthren dostává jako jedna z frakcí její filtrace. Technicky čistý fenanthren se dá získat rafinací a rekrystalizací methanolu za pomocí kyseliny sírové (později se odstraňuje například sulfonací nebo částečnou kondenzací s formaldehydem a chlorovodíkem). V Česku se vyrábí ve firmě DEZA a. s. ve Valašském Meziříčí.

## Nebezpečnost
Jde o látku vysoce toxickou pro životní prostředí, hlavně pro vody, neboť se akumuluje ve vodních organismech a trvá značný čas, než vyprchá. Do ovzduší se dostává nedokonalým spalováním organických látek prostřednictvím výfukových plynů nebo cigaretového kouře či spalováním dřevěného uhlí. Byla prokázána jeho karcinogenita obdobně jako u benzenu v souvislosti s těkavými výpary uhelného dehtu. Je schopný také způsobovat fotosenzitivitu kůže. Při delším vystavení fenathrenu může docházet k hemolýze červených krvinek.